# Francisco Javier Saeta
Francisco Javier Saeta, (22 de septiembre de 1665, Piazza Armerina, Enna, Italia - 2 de abril de 1695 Caborca Sonora) fue un misionero jesuita italiano, que realizó trabajo en el rectorado de Nuestra Señora de los Dolores bajo las órdenes de Eusebio Francisco Kino como parte de las Misiones jesuíticas en el desierto de Sonora. Murió martirizado tras una rebelión  indígena.

## Origen

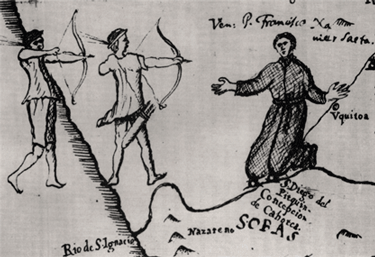
Martirio de Francisco Javier Saeta

Ingresó a la Compañía de Jesús en 1679, para sus estudios por lo cual estuvo hasta 1691, habiendo cursado, humanidades, magisterio, Filosofía y teología. Desde temprano, dio noticias de su interés misional ofreciéndose para tales tareas, mencionando a México y Filipinas como sus posibles destinos, ante el superior Tirso González. 
Habiéndole concedido su petición después de su insistencia por siete veces, fue autorizado su embarco en 1692 de Génova a Cádiz. Y en ése mismo año, salió con rumbo a Veracruz México. Ya en América, inició su cuarto año de teología en el Colegio Máximo de San Pedro y San Pablo de la capital mexicana. Fue ordenado sacerdote en diciembre de 1693. Menciona en una posdata que se encuentra desconsolado con la noticia de que los jocomes recién mataron en San Pedro de Tubutama a dos muchachos que regresaban a Caborca con ganado. En una posdata adicional, ya cerrada la carta: «el maíz de Santa Marta no se pudo traer por razón de los enemigos, pues se confirman las muertes de Martín y del muchacho (Fernando). V. Rev. No me pierda de vista….»
En febrero de 1694 fue enviado a Sonora, bajo las órdenes de Eusebio Francisco Kino. Saeta fue asignado a establecerse en la misión de Nuestra Señora de la Purísima Concepción en Caborca, como parte de la evangelización de los pimas en la Pimería Alta, a donde llegó el 21 de octubre de 1694, acompañado por su superior Kino.
Saeta trabajó levantó nuevas construcciones, cerca del Río Concepción, enseñó la religión cristiana a los pimas, les enseñó el cuidado de ganado, a labrar la tierra, y mejorar las viviendas de ellos mismos.

Kino envía a Saeta cien cabezas de ganado mayor, otras tantas de ganado menor, 60 fanegas de trigo y de maíz, una manada de yeguas, para mayor prosperidad de Caborca… Saeta está absorto, en la edificación de la misión de la Purísima Concepción que tendrá que rechazar la invitación de Kino de visitarle en Dolores en Semana Santa, y apenas podría ir a San Pedro de Tubutama a cumplir con la iglesia. Le promete a Eusebio Francisco que no faltarán ocasiones de reunirse más adelante. El 1 de abril, Francisco Xavier, sin saberlo, escribe la última carta al padre Kino. Menciona en una posdata externa escribe: 
"Me encuentro desconsolado con la noticia de que los jocomes recién mataron en San Pedro de Tubutama a dos muchachos que regresaban a Caborca con ganado: «el maíz de Santa Marta no se pudo traer por razón de los enemigos, pues se confirman las muertes de Martín y del muchacho (Fernando). V. Rev. No me pierda de vista…."

## Final
Diferencias entre ópatas y pimas surgieron cerca de Tubutama. Hubo una serie de persecuciones contra los pimas, pues los acusaban de asolar a misiones y haciendas, se tradujo en muerte y captura de varios pimas. El descontento pima se generalizó por varios meses con sucesivos brotes de violencia en Bacerac, Bavispe, Nácori, Tubutama y Oquitoa. El 29 de abril el resentimiento fue más notable en la misión de Tubutama, donde los excesos de un capataz ópata, en contra de un pima, el cual resultó muerto, derramó la furia de los pimas. La rebelión se extendió hasta Oquitoa y el 1 de abril estaban en Pitiquito  con destino a Caborca.   
El 2 de abril de 1695, llegaron unos indios hostiles. Saeta intentó apaciguarlos, pero no lo logró e hincado, murió saeteado, abrazando la imagen de Cristo, hecho que sucedió junto con otros cuatro indios fieles de la misión como su intérprete Francisco Javier Pintor, al vaquero José de Chinapa; al sabanero Francisco de Cumupas (o Cumpas) y Tomás de Ures. Su restos fueron llevados a llevado a Cucurpe por el gobernador Domingo Jironza Petriz de Cruzate y Góngora y el capitán Juan Mateo Mange y enterrado del lado de la Epístola del altar mayor del templo de los Santos Reyes en la misión de Cucurpe, y que habían sido recibido con todos los honores en la Misión de Dolores. Otra versión menciona que sus fueron llevados a Italia.

## Memoria
El templo de Nuestra Purísima Concepción de Caborca, que fue fundado por Kino, fue declarado "monumento histórico" por el gobierno mexicano.
Ante el sacrificio de Saeta, Eusebio Francisco Kino decidió escribir en su nombre un libro denominado: ante “Inocente, apostólica y gloriosa muerte del venerable Francisco Javier Saeta."El mismo Kino haciendo un memorial del martirio de 1695 representa al jesuita, en un mapa frente a sus verdugos.
Múltiples institutos educativos en México llevan el nombre del misionero italiano y mártir en México.